# Baalberge
Baalberge ist ein Ortsteil der Stadt Bernburg (Saale) im Salzlandkreis in Sachsen-Anhalt.

## Geografie
Baalberge liegt etwa fünf Kilometer südöstlich der Kreisstadt Bernburg (Saale). Als Ortsteil der ehemaligen Gemeinde war Kleinwirschleben ausgewiesen.

### Klima
Der Jahresniederschlag beträgt 460 mm, diese Menge ist extrem niedrig. Der Wert liegt im unteren Zwanzigstel der in Deutschland erfassten Werte. An nur einem Prozent der Messstationen des Deutschen Wetterdienstes werden niedrigere Werte registriert. Der trockenste Monat ist der Februar, die meisten Niederschläge fallen im Juni. Im Juni fallen 2,4 mal mehr Niederschläge als im Februar. Die Niederschläge variieren mäßig. An 44 % der Messstationen werden niedrigere jahreszeitliche Schwankungen registriert.

## Geschichte
Baalberge ist namengebender Fundort der jungneolithischen Baalberger Kultur von etwa 4000 v. Chr. bis 3150 v. Chr.
Die ersten urkundlichen Nennungen des Ortes gehen auf das 12. Jahrhundert zurück. 1632 wurde Baalberge erstmals von den Schweden geplündert, bevor es 1644 zusammen mit anderen Ortschaften der Umgebung gänzlich abgerissen wurde. Die heutige Kirche entstand bis 1885 auf den Grundmauern einer alten romanischen Kirche. 1908 wurde im Baalberger Ortsteil Kleinwirschleben eine Fabrik für chemischen Dünger erbaut, die 20 Jahre lang bis zu einer Insolvenz bestand.
Am 20. Juli 1950 wurde die bis dahin eigenständige Gemeinde Kleinwirschleben eingegliedert.
Seit der Wende ist das Dorf grundlegenden Änderungen unterworfen: Ein neues Gewerbegebiet entstand ebenso wie ein Wohnneubaugebiet und ein Windpark rund um den Trappenberg.
Ab dem 1. Januar 2005 gehörte die Gemeinde Baalberge der Verwaltungsgemeinschaft Nienburg (Saale) an. Am 1. Januar 2010 wurde die bis dahin selbstständige Gemeinde zusammen mit Biendorf, Gröna, Peißen, Poley, Preußlitz und Wohlsdorf in die Stadt Bernburg (Saale) eingemeindet.

## Religion

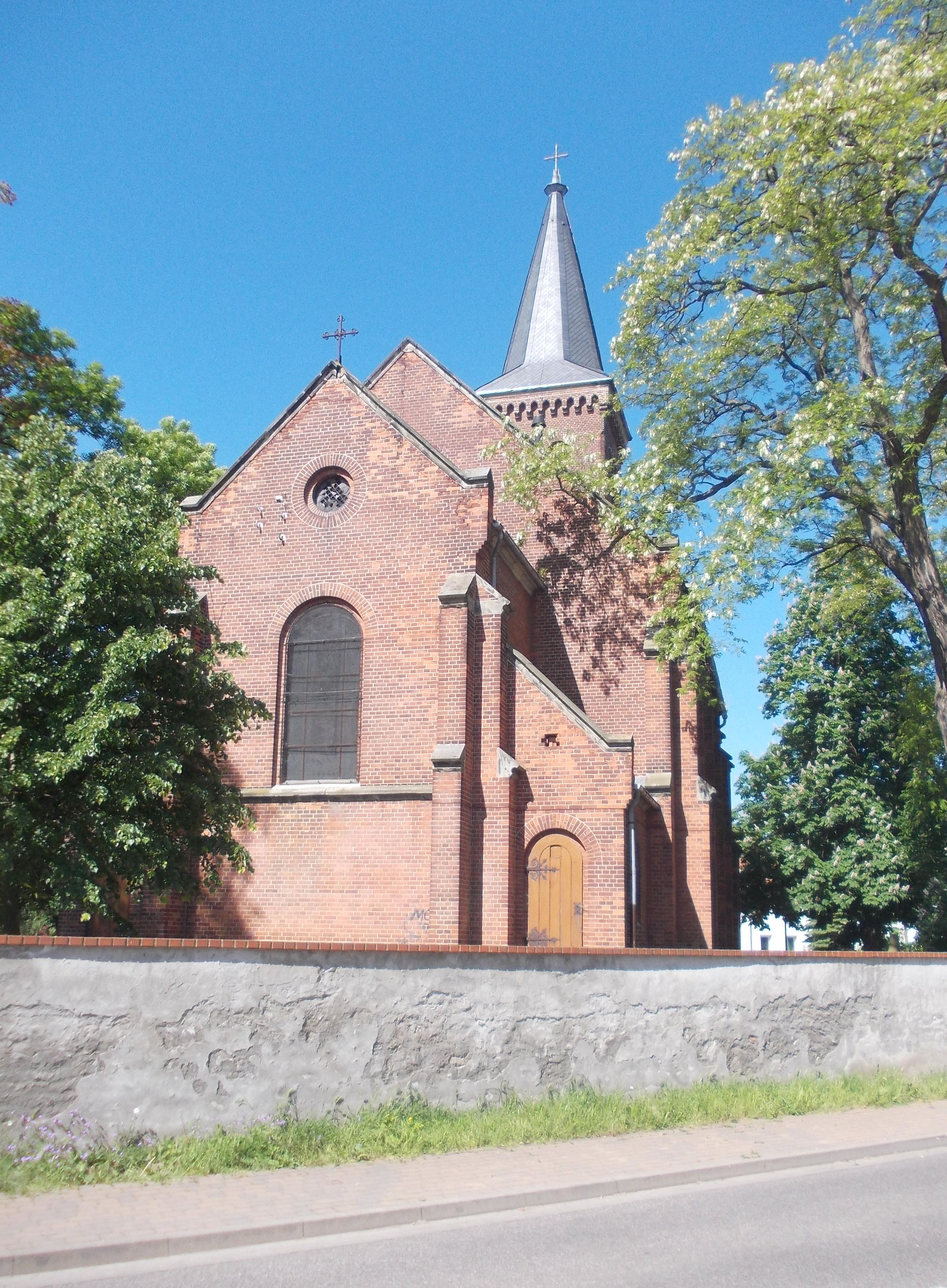
St.-Nicolai-Kirche

Die einzige Kirche in Baalberge ist die St.-Nicolai-Kirche, sie gehört zur Schlosskirchengemeinde Bernburg im Kirchenkreis Bernburg der Evangelischen Landeskirche Anhalts.
Am 16. Februar 1946 wurde in Baalberge eine katholische Kirchengemeinde als Tochtergemeinde der St.-Bonifatius-Gemeinde in Bernburg gegründet, und der Bernburger Vikar Heinrich Herzmann zog nach Baalberge um. Seine Gottesdienste hielt er in der St.-Nicolai-Kirche ab. Bereits im Juni 1946 kehrte Herzmann von einem Westurlaub nicht wieder zurück und wechselte in das Bistum Aachen. Da die Zahl der Katholiken in Baalberge inzwischen wieder abgesunken war, wurde die Seelsorgestelle in Baalberge nicht wieder besetzt, und Geistliche aus Bernburg betreuen seitdem die Katholiken in Baalberge.

## Partnerschaften
Es besteht eine Partnerschaft mit der Gemeinde Gnarrenburg in Niedersachsen.

## Kultur und Sehenswürdigkeiten
- Die Baalberger Kultur ist eine voll ausgebildete jungneolithische Kultur in Mitteldeutschland. Benannt wurde sie nach dem Erstfund im Schneiderberg von Baalberge.
- Gedenkort aus dem Jahre 1973 im Eingangsbereich der Sekundarschule „Sophie Scholl“ zur Ehrung der christlichen Nazigegner Hans und Sophie Scholl, die 1943 ermordet wurden.

## Wirtschaft und Infrastruktur

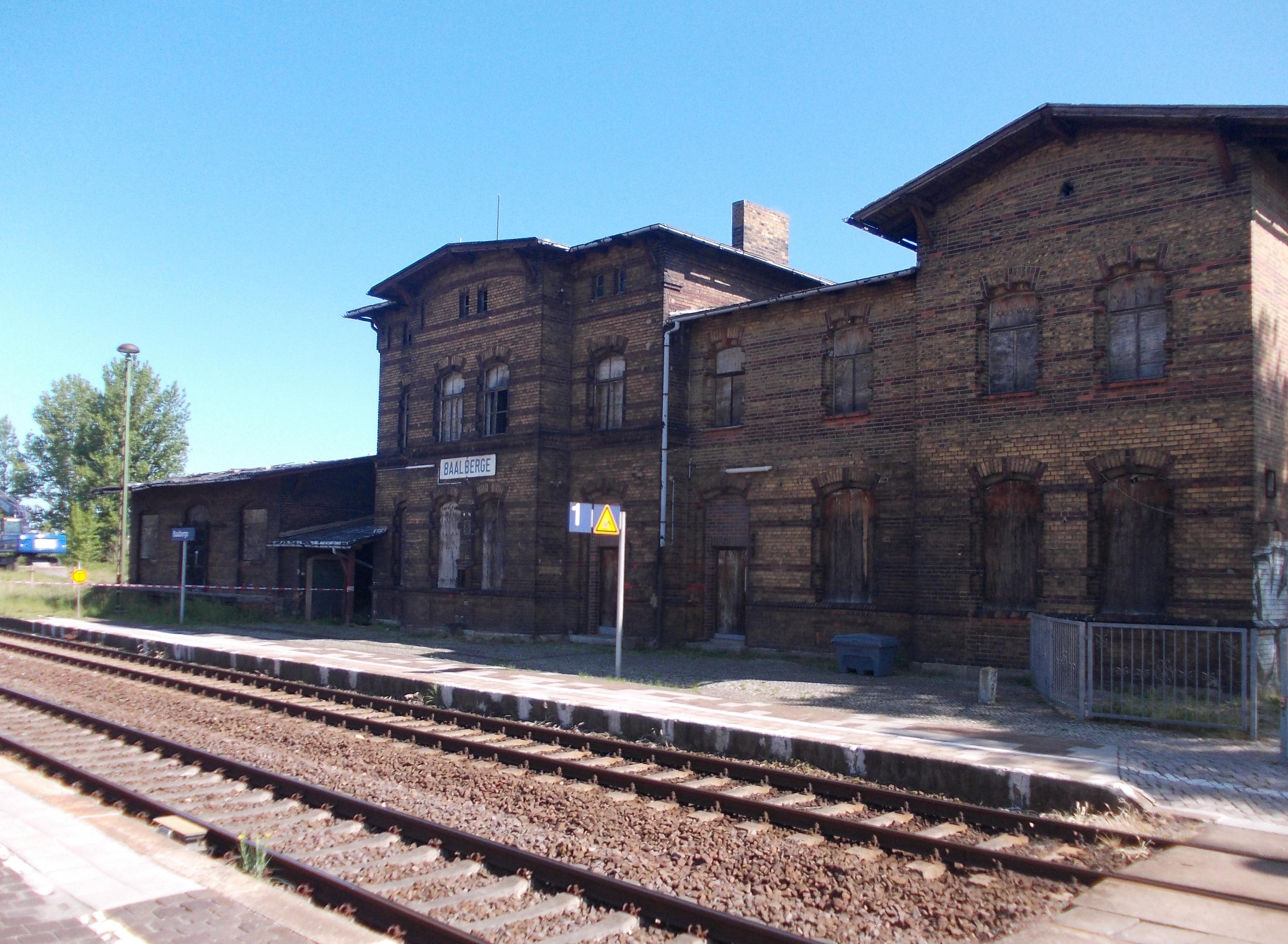
Bahnhof Baalberge

### Verkehr
Nördlich von Baalberge verläuft die Bundesstraße 185, Bernburg (Saale) nach Köthen (Anhalt). Die Bundesautobahn 14, die von Halle (Saale) nach Magdeburg führt, liegt westlich von Baalberge.
Der Bahnhof Baalberge befindet sich an der Bahnstrecke Köthen–Aschersleben. Weiterhin endet in Baalberge die Bahnstrecke Könnern–Baalberge.
Durch den Ort verläuft der Europaradweg R1, der das französische Boulogne-sur-Mer mit Sankt Petersburg in Russland verbindet. Auf derselben Routenführung verläuft auf diesem Abschnitt ebenfalls der Radweg Deutsche Einheit sowie der D11.